# 柳々居辰斎
柳々居 辰斎（りゅうりゅうきょ しんさい、生没年不詳）とは、江戸時代の浮世絵師。

## 来歴
葛飾北斎の門人。姓不詳、名は政之、通称半次郎。満納半二とも呼ばれていた。辰斎、柳々居、柳花園などと号す。江戸の生れで神田小柳町と新石町で家主をしていたという。初めは琳派の俵屋宗理に絵を学び「柳々居」の号を譲られた。その後に北斎が辰政と名乗っていた時期（寛政11年 - 文化7年）に入門し、「辰」の一字を譲り受けてそれらを画号として使用している。
作画期は寛政後期から文政前期にかけてで、主として狂歌摺物、狂歌本、読本の挿絵、錦絵及び肉筆美人画を描いた。また文化文政期には、渓斎英泉が描いたような蘭字まがいの枠をつけた風景画を描いており、花模様や中国風の模様枠をつけた江戸名所の風景画も描いている。北斎の影響を受けた洋風描写による陰影遠近の際立った風景画「近江八景」八枚組の他、肉筆美人画約10点が知られている。辰斎の錦絵は「近江八景」シリーズを除いて大半が無款であるが、遠近法や陰影法を使用した独特な洋風風景画である。その一例として、「近江八景 石山秋月」が挙げられる。また無款の大判錦絵「大橋」では、遠近法を使って両国橋と隅田川対岸の回向院を描いている。
西沢一鳳著の『伝奇作書』、『綺語文草』に収録されている「浪花土産月名残」には、文化9年（1812年）に辰斎と四方歌垣が共に京都と大坂を遊歴するという内容の記述がある。

## 作品

### 版本挿絵
- 『狂歌吾妻集』　※狂歌絵本、文化2年（1805年）刊行
- 『蓮華台』　※狂歌絵本、文化9年（1812年）刊行
- 『英雄五十人一首』　※文政5年（1822年）刊行
- 『月霄鄙物語』前後編　※読本、四方歌垣作。文化5年（1808年）刊行

### 錦絵
- 「近江八景」　横大判8枚揃　落款あり　※享和から文化頃
- 「両国」　横大判　神奈川県立歴史博物館所蔵
- 「相州七里浜」（蘭字枠）　横大判　ベルギー王立美術歴史博物館所蔵
- 「隅田川」（蘭字枠）　礫川浮世絵美術館所蔵
- 「大橋」　大判　ベルリン国立東洋美術館所蔵　※無款
- 「五色之内」　色紙判摺物5枚揃
- 「伊勢音頭之図」　※風俗画

### 肉筆画
- 「団扇持ち美人図」　絹本着色　東京国立博物館所蔵　※「柳々辰齋画」の落款、「辰齋」の朱文方印あり
- 「花魁立姿図」　絹本着色　浮世絵太田記念美術館所蔵　※鹿都部真顔賛
- 「風中双美人図」　紙本着色　サントリー美術館所蔵
- 「毘沙門天図」　杉板地着色　栃木県足利市最勝寺（本堂）所蔵　※絵馬
- 「加藤清正の虎退治図」　桐板地着色　福岡市三所神社所蔵　※絵馬
- 「二美人遊歩図」　紙本着色　大英博物館所蔵